# Bisbat d'Arràs

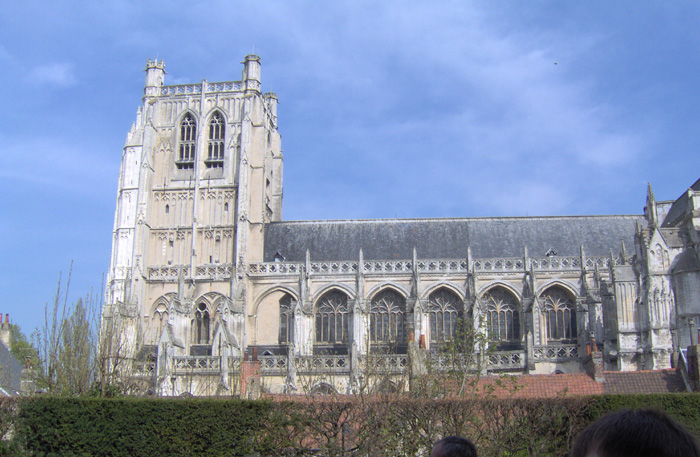
L'ex catedral de Nostra Senyora dels Miracles a Saint-Omer.

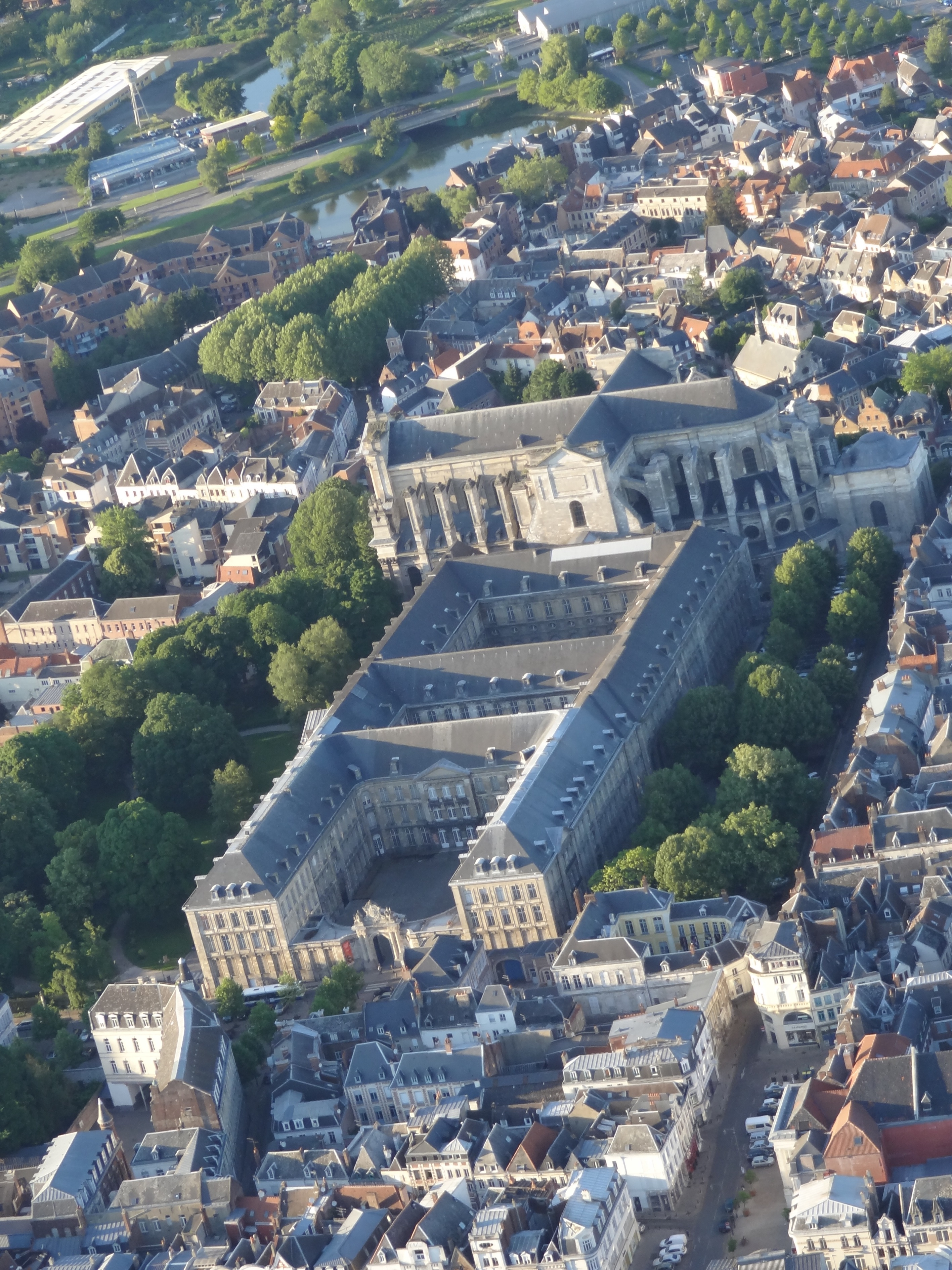
L'ex abadia de San Vaast, fundada el i reconstruïda a partir del 1745, i avui seu del museu de les Belles Arts de la ciutat.

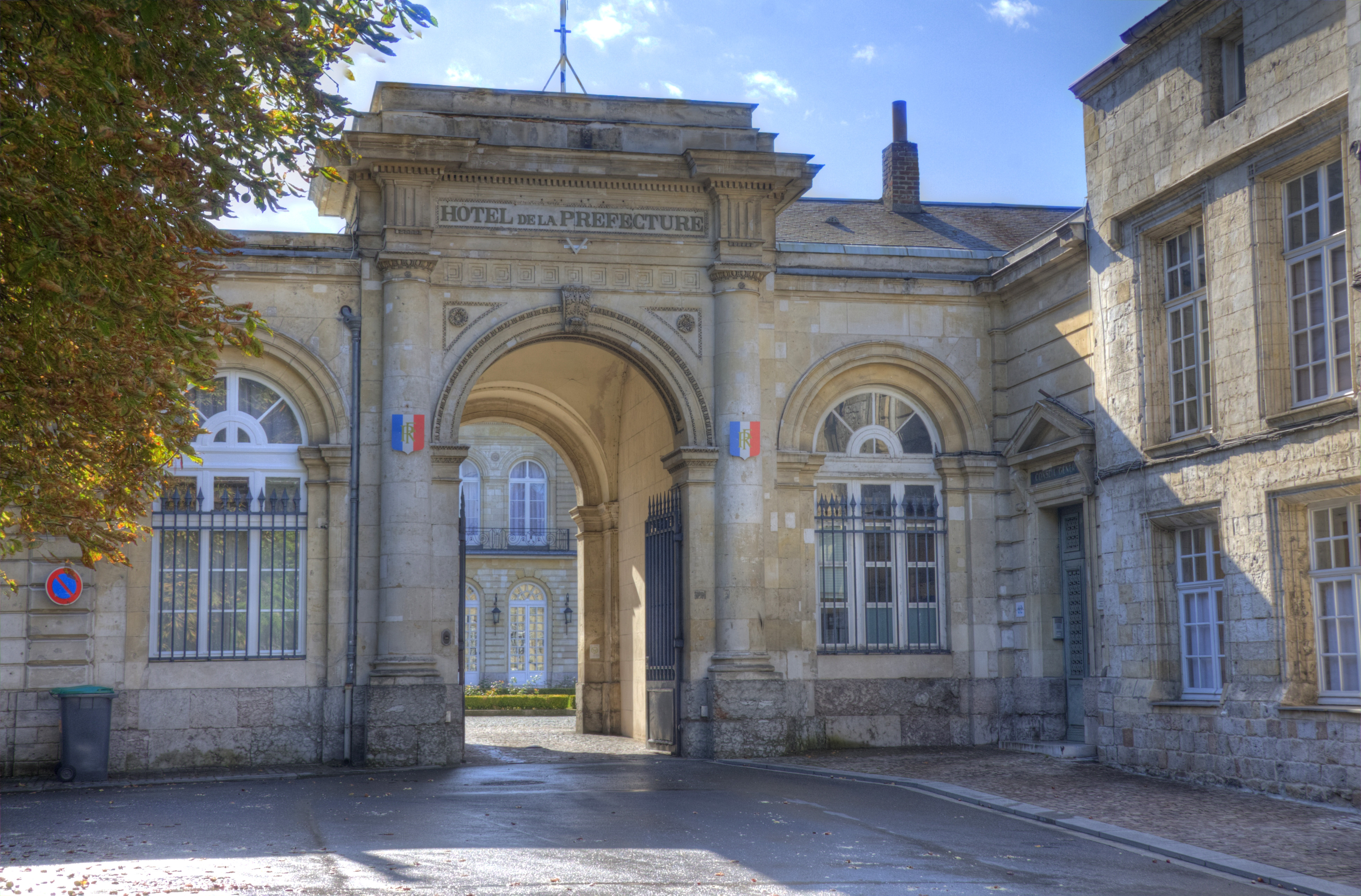
L'entrada de l'ex palau episcopal d'Arràs, construït el 1770, i avui seu de la prefectura del Pas de Calais.

El bisbat d'Arràs (francès:  Diocèse d'Arras, llatí: Dioecesis Atrebatensis) és una seu de l'Església Catòlica a França, sufragània de l'arquebisbat de Lilla. Al 2012 tenia 1.138.000 batejats sobre una població de 1.488.951 habitants. Actualment està regida pel bisbe Jean-Paul Maurice Jaeger.

## Territori
La diòcesi comprèn el departament francès del Pas de Calais.
La seu episcopal és la ciutat d'Arràs, on es troba la catedral de Nostra Senyora i Sant Vedast. A Saint-Omer es troba l'ex catedral dedicada a la Benaurada Verge Maria i a sant Audomar.
El territori s'estén sobre 6.678 km², i està dividit en 94 parròquies, agrupades en 10 vicariats: Artois, Sept-vallées -Ternois, Berck-Montreuil, Lens-Liévin, Hénin-Carvin, Béthune-Bruay, Pays de la Lys, Morinie du Boulonnais i Calaisis.

## Història
La diòcesi d'Arras va ser erigida en temps antics. La tradició reconeix com a primer bisbe i fundador a sant Vaast (Gaston o Vedast), en la primera meitat del segle vi.
Segons l'historiador Louis Duchesne, segons una altra tradició testificada en el segle xii, el territori del poble dels atrebats es va evangelitzar al segle V per sant Diògenes, enviat pel Papa, que hauria patit el martiri durant la invasió dels vàndals . Segons l'historiador bretó, és probable que la diòcesi hagués estat creada en aquest període, probablement a finals del segle iv. Més tard, a causa de la destrucció causada pel pas dels germànics, la vida cristiana va desaparèixer i va ser restaurada per sant Remigi de Reims, enviant el bisbe Sant Vaast, el primer bisbe amb la qual comencen les llistes dels bisbes medievals.
Des del principi, Arràs va ser sufragània de l'arxidiòcesi de Reims. El segon successor de Sant Vaast, Vedulf, va traslladar la seu a Cambrai. Aquest trasllat va ser reconegut pel rei dels francs Khildebert II, quan es tractà d'instal·lar a Cambrai el successor de Vedulf, sant Gaugeric, entre 584 i 590. Després d'això, els bisbes de Cambrai van governar també la ciutat i el territori d'Arràs.
La unió amb Cambrai va durar fins al 23 de març de 1094, quan les dues seus van ser separades amb la butlla Liquet sanctorum canonum del papa Urbà II.
El 12 de maig de 1559 va passar a formar part de la província eclesiàstica de l'arxidiòcesi de Cambrai.
Al segle xvii, la diòcesi estava dividida en dos ardiaconats, Artois i Ostrevent, i 24 deganats.
Al segle xviii, l'abadia de San Vedast i la catedral van ser reconstruïdes, acabades el 1833.
Després del concordat, i mitjançant la butlla Qui Christi Domini del Papa Pius VII del 29 de novembre de 1801, els límits de la diòcesi d'Arras es van fer coincidir amb els del departament del Pas de Calais. Això va suposar la cessió de part del territori a la diòcesi de Cambrai, però alhora l'adquisició d'importants sectors d'altres diòcesis properes; va adquirir parròquies de la mateixa diòcesi de Cambrai, va incorporar tot el territori de la diòcesi de Boulogne i parts de les diòcesis de Saint-Omer, d'Amiens i de Tournai. Al mateix temps, la diòcesi es va convertir en sufragània de l'arxidiòcesi de París.
L'1 d'octubre de 1841, va tornar a ser sufragà de l'arxidiòcesi de Cambrai.
El 23 de novembre de 1853, el bisbe d'Arràs va obtenir el dret d'afegir al seu títol els de les dues diòcesis suprimides de Sant-Omer i Boulogne.
El 30 de març de 2008 es va convertir en sufragània de la nova seu metropolitana de Lilla.

## Cronologia episcopal
- Diogenes ? † (primera meïtat del segle v)
- San Vedast (Vaast) † (primera meitat del segle vi)
- San Domenico †
- San Vedulfo †
  - Seu unida a Cambrai (segle VI-1093)
- Lambert † (19 de març de 1094[4] - 17 de maig de 1115 mort)
- Robert † (1115 - febrer de 1131 mort)
- Alvise † (1131 - 1148 mort)
- Godescalc † (1150 - 1161 renuncià)
- André de Paris † (1161 - 1173 mort)
  - Robert d'Aire † (1173 - 4 d'octubre de 1174 mort) (bisbe electe)[5]
- Fremold † (1174 - 1183 mort)
- Pierre I † (1184 - 1203 mort)
- Raoul de Neuville † (octubre de 1203 - 26 de març de 1221 mort)
- Ponce † (1221 - setembre de 1231 mort)
- Asson † (1231 - 27 de març de 1245 mort)
- Fursy † (1245 - 1 d'abril de 1247 mort)
- Jacques de Dinant † (4 d'octubre de 1247 - 17 d'abril de 1259 renuncià)
- Pierre de Noyon † (1259 - 5 de setembre de 1280 renuncià)
- Guillaume d'Isy † (15 de juny de 1282 - 23 de setembre de 1293 mort)
- Jean Lemoine † (1293 - 18 de setembre de 1294 renuncià, edevingut cardenal prevere de Santi Marcellino e Pietro)
- Gerardo, † (28 de març de 1295 – després del 18 de febrer de 1316 mort)
- Bernard † (24 de novembre de 1316 - 1320 mort)
- Pierre de Chappes † (29 de novembre de 1320 - 21 de maig de 1326 nomenat bisbe de Chartres)
- Jean du Plessis-Pasté † (21 de maig de 1326 - 23 de desembre de 1327 nomenat bisbe de Chartres)
- Thierry de Hérisson † (27 de gener de 1328 - 1328 mort)
- Pierre Roger de Beaufort-Turenne, O.S.B. † (3 de desembre de 1328 - 24 de novembre de 1329 nomenat arquebisbe de Sens, posteriorment electe Papa amb el nom de Climent VI)
- Andrea Ghilini † (18 de desembre de 1329 - 12 de setembre de 1334 nomenat bisbe de Tournai)
- Jean Mandevilain † (12 de setembre de 1334 - 15 de febrer de 1339 nomenat bisbe de Châlons)
- Pierre Bertrand el Jove † (15 de març de 1339 - 19 de maig de 1344 renuncià)
- Jean Galvan † (28 de febrer de 1344 - 1348 mort)
- Aimery de Beaufort † (13 de juny de 1348 - 6 d'octubre de 1361 mort)
- Gérard de Dainville † (17 de novembre de 1361 - 11 d'octubre de 1368 nomenat bisbe de Thérouanne)
- Adhémar Robert † (11 d'octubre de 1368 - 6 de juny de 1371 nomenat bisbe de Thérouanne)
- Hugues Faydit † (6 de juny de 1371 - 1372 mort)
- Pierre Masuyer † (21 de juliol de 1374 - 1391 mort)
  - Jean † (1391 - 1392 mort) (bisbe electe)
- Jean Canard † (6 de setembre de 1392 - 7 d'octubre de 1407 mort)
- Martin Poré, O.P. † (24 de novembre de 1407 - 6 de setembre de 1426 mort)
- Hugues de Cayeu † (16 de desembre de 1426 - 13 de gener de 1438 mort)
- Quentin Ménard † (1438 - 23 de setembre de 1439 nomenat arquebisbe de Besançon)
- Fortigario di Piacenza † (23 de setembre de 1439 - 21 de febrer de 1453 mort)
  - Jaume de Portugal † (23 de març de 1453 - 30 d'abril de 1453 nomenat arquebisbe de Lisboa) (administrador apostòlic)
- Jean Jouffroy, O.S.B.Clun. † (30 d'abril de 1453 - 10 de desembre de 1462 nomenat arquebisbe d'Albi)
- Pierre de Ranchicourt † (17 d'abril de 1463 - 26 d'agost de 1499 mort)
- Antoine d'Albone, O.S.B. † (13 de gener de 1500 - 1501 renuncià)
- Nicolas Le Ruistre † (16 de febrer de 1502 - 5 de novembre de 1509 mort)
- François de Melun † (15 de juliol de 1510 - 26 de novembre de 1516 nomenat bisbe de Thérouanne)
- Philippe de Luxembourg † (26 de novembre de 1516 - 10 de març de 1518 renuncià)
  - Pietro Accolti d'Arezzo † (10 de març de 1518 - 10 d'abril de 1523 renuncià) (administrador apostòlic)
- Eustache de Croy † (8 de setembre de 1523 - 3 d'octubre de 1538 mort)
- Antoine Perrenot de Granvelle † (29 de novembre de 1538 - 10 de març de 1561 nomenat arquebisbe de Malines)
- François Richardot † (10 de març de 1561 - 26 de juliol de 1574 mort)
- Mathieu Moulart, O.S.B. † (24 de maig de 1577 - 11 de juliol de 1600 mort)
- Jean du Ploich † (10 de setembre de 1601 - 1 de juliol de 1602 mort)
- Jean Richardot † (30 d'abril de 1603 - 17 d'agost de 1609 nomenat arquebisbe de Cambrai)
- Hermann Ottemberg † (24 de novembre de 1610 - 23 de maig de 1626 mort)
- Paul Boudot † (8 de febrer de 1627 - 11 de novembre de 1635 mort)
  - Nicolas Dufiff † (1636 - 21 d'octubre de 1651 mort) (bisbe electe)
  - Jean-Pierre Camus † (1651 - 26 d'abril de 1652 mort) (bisbe electe)
- Étienne Moreau † (3 de setembre de 1668[6] - 9 de gener de 1670 mort)
- Guy de Sève de Rochechouart † (28 de juliol de 1670 - 27 de desembre de 1724 mort)
- François de Baglion de la Salle † (16 de desembre de 1726 - 14 de març de 1752 mort)
- Jean de Bonneguise † (25 de setembre de 1752 - 28 de febrer de 1769 mort)
- Louis-François-Marc Hilaire de Conzié † (21 d'agost de 1769 - 17 de desembre de 1804 mort)[7]
- Hugues-Robert-Jean-Charles de la Tour d'Auvergne-Lauraquais † (6 de maig de 1802 - 20 de juliol de 1851 mort)
- Pierre-Louis Parisis † (5 de setembre de 1851 - 5 de març de 1866 mort)
- Jean-Baptiste-Joseph Lequette † (22 de juny de 1866 - 13 de juny de 1882 mort)
- Guillaume-René Meignan † (25 de setembre de 1882 - 24 de març de 1884 nomenat arquebisbe de Tours)
- Désiré-Joseph Dennel † (13 de novembre de 1884 - 28 d'octubre de 1891 mort)
- Alfred-Casimir-Alexis Williez † (11 de juliol de 1892 - 25 de gener de 1911 mort)
- Emile-Louis-Cornil Lobbedey † (5 de maig de 1911 - 24 de desembre de 1916 mort)
- Eugène-Louis-Ernest Julien † (22 de març de 1917 - 14 de març de 1930 mort)
- Henri-Edouard Dutoit † (23 de desembre de 1930 - 11 de setembre de 1945 renuncià)
- Victor-Jean Perrin † (3 de novembre de 1945 - 26 de novembre de 1961 renuncià)
- Gérard-Maurice-Eugène Huyghe † (15 de desembre de 1961 - 25 de setembre de 1984 jubilat)
- Henri-François-Marie-Pierre Derouet † (10 d'octubre de 1985 - 12 d'agost de 1998 jubilat)
- Jean-Paul Maurice Jaeger, des del 12 d'agost de 1998

## Estadístiques
A finals del 2012, la diòcesi tenia 1.138.000 batejats sobre una població de 1.488.951 persones, equivalent al 76,4% del total.
| any  | població  | població  | població | sacerdots | sacerdots       | sacerdots       | sacerdots             | diaques | religiosos | religiosos | parròquies |
| ---- | --------- | --------- | -------- | --------- | --------------- | --------------- | --------------------- | ------- | ---------- | ---------- | ---------- |
| any  | batejats  | total     | %        | total     | clergat secular | clergat regular | batejats por sacerdot | diaques | homes      | dones      |            |
| 1950 | ?         | 1.168.545 | ?        | 1.226     | 1.142           | 84              | ?                     |         | 125        | 1.900      | 831        |
| 1959 | 1.142.150 | 1.276.833 | 89,5     | 1.247     | 1.143           | 104             | 915                   |         | 199        | 1.693      | 1.037      |
| 1970 | ?         | 1.397.159 | ?        | 904       | 859             | 45              | ?                     |         | 230        | 1.407      | 1.020      |
| 1980 | 1.204.000 | 1.421.000 | 84,7     | 891       | 788             | 103             | 1.351                 |         | 148        | 1.202      | 1.025      |
| 1990 | 1.195.000 | 1.425.000 | 83,9     | 693       | 603             | 90              | 1.724                 | 7       | 127        | 912        | 1.043      |
| 1999 | 1.113.000 | 1.454.000 | 76,5     | 487       | 425             | 62              | 2.285                 | 17      | 82         | 708        | 576        |
| 2000 | 1.103.000 | 1.441.568 | 76,5     | 491       | 430             | 61              | 2.246                 | 21      | 81         | 652        | 556        |
| 2001 | 1.102.000 | 1.440.382 | 76,5     | 491       | 432             | 59              | 2.244                 | 23      | 74         | 633        | 556        |
| 2002 | 1.103.000 | 1.441.568 | 76,5     | 447       | 387             | 60              | 2.467                 | 27      | 73         | 610        | 518        |
| 2003 | 1.104.000 | 1.441.568 | 76,6     | 420       | 368             | 52              | 2.628                 | 28      | 65         | 528        | 518        |
| 2004 | 1.104.000 | 1.441.568 | 76,6     | 403       | 346             | 57              | 2.739                 | 28      | 69         | 486        | 567        |
| 2006 | 1.102.567 | 1.439.697 | 76,6     | 370       | 319             | 51              | 2.979                 | 32      | 65         | 463        | 102        |
| 2012 | 1.138.000 | 1.488.951 | 76,4     | 273       | 230             | 43              | 4.168                 | 43      | 52         | 248        | 94         |